# مع الحب، جي (ألبوم)
مع الحب جي (بالإنجليزية: With Love, J)‏ هو أول ألبوم مصغر للفنانة الموسيقية الكورية الأمريكية جيسيكا جونغ. أصدر الألبوم في 17 مايو 2016 والنسخة الإنجليزية أصدرت في 27 مايو 2017 ويتكون الألبوم من 6 أغاني مع الأغنية الرئيسية «فلاي» و«لوف مي ذا سايم»، بينما النسخة الإنجليزية تتكون من 5 أغاني (بدون أغنية «يومياتي العزيزة»). وهذا الألبوم يعتبر أول إصدار موسيقي لها بعد خروجها من فرقة غيرلز جينيريشن في 30 سبتمبر 2014.

## معلومات
بعد خروج جيسيكا جونغ من فرقة غيرلز جينيريشين في 31 سبتمبر 2014 بإصدار أخر ألبوم لها مع الفرقة بعنوان ذا بيست، قررت جيسيكا التركيز على ماركتها بلانك أند إكلير، ثم أنضمت إلى وكالة كوراديل إنترتينمنت في فبراير 2016 وبدأت بالعمل على ألبومها إلى مارس 2016.
وفي 17 مايو 2016 أصدرت جيسيكا ألبومها المصغر المتكون من 6 أغاني شاركت جيسيكا في كتابة 4 أغاني منه والنسخة الإنجليزية أصدرت في 27 مايو 2016 متكونة من خمسة أغاني فقط (بدون أغنية «يومياتي العزيزة») .
الأغنية الرئيسية عنوانها فلاي وكانت بالتعاون مع مغني الراب الأمريكي فابولوس وتم تصوير فيديو كليب في لوس أنجلوس.
ألاغنية الرئيسية الثانية عنوانها «لوف مي ذا سايم» وأصدر الفيديو كليب خاصتها في 18 مايو 2016.

## الأداء التجاري والترويجات
حصد فيديو كليب فلاي على مليونين مشاهدة على يوتيوب في أقل من 24 ساعة.
بعد صدور الألبوم رقمياٌ من قبل كوراديل إنترتينمنت باع الألبوم 60,000 نسخة في أول يوم من صدوره.

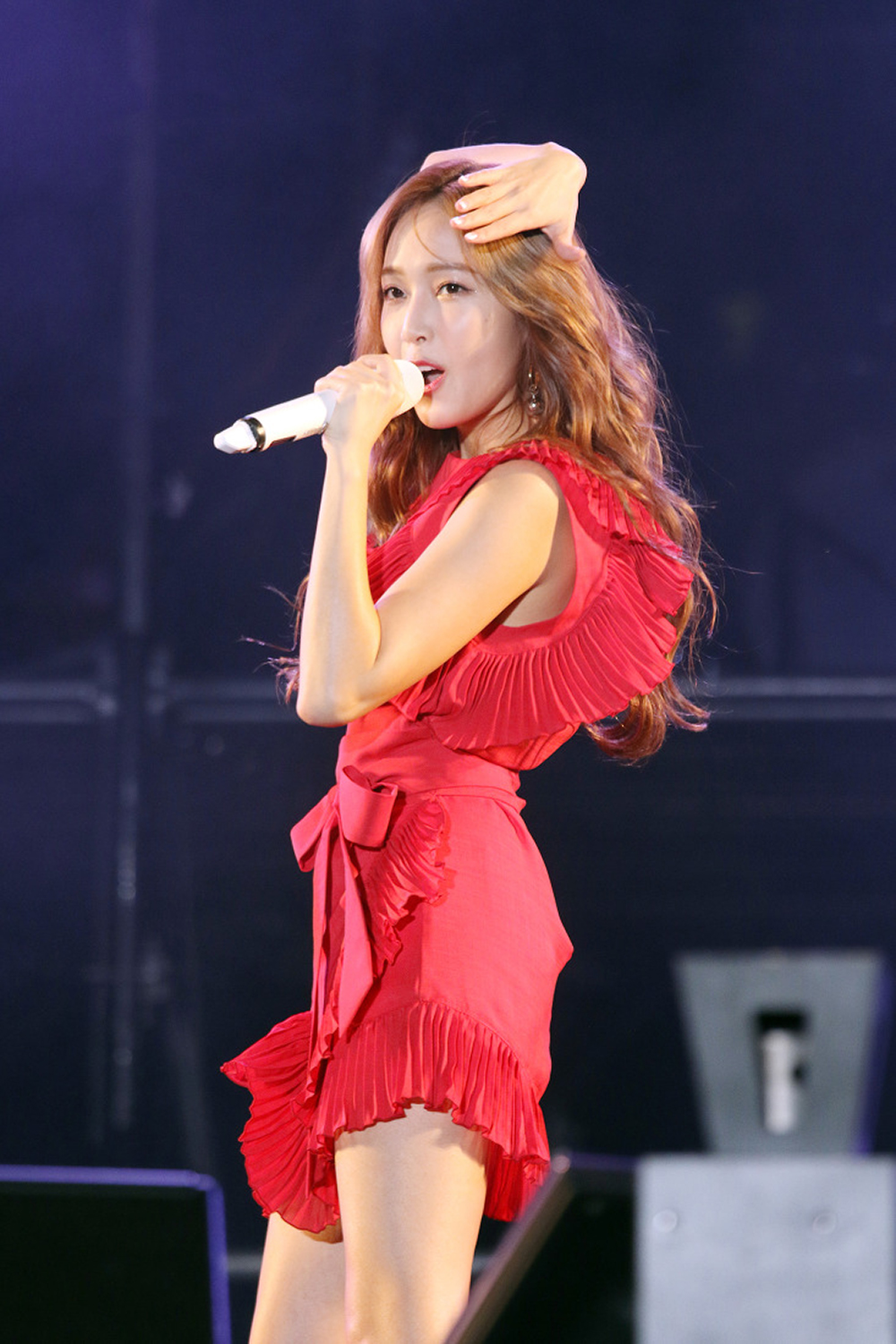
جيسيكا أثناء تأديها أغنية Fly في جامعة كوريا

على الرغم من تلّقي الفنانة جيسيكا العديد من المدح والثناء على ألبوم ترسيمها المنفرد، إلا أن أغنية فلاي أعتبرت غير مناسبة للبث من قِبل قناة كي بي أس وتم منعها من الترويج في البرامج الموسيقية
في السابع عشر من مايو 2016، أعلن مسؤول من قناة كي بي أس أنه بعد تداول الأمر قرروا عدم إذاعة الأغنية بسبب ذكر ماركات معينة في كلمات الأغنية. وفقاً لما ذكره المسؤول فإن الأغنية قد أستعملت ماركات معينة مثل ماركة كراون فكتوريا وسيارة مرسيدس-بنز.
بعدها صرّحت كي بي أس أنهم يحضرون لإعادة النظر في الأمر مع وكالة جيسيكا لتجنب التأثير على أنشطتها عن طريق تغيير كلمات الأغنية.

## الإقبال
أعطت «تشيستر تشين» من مجلة ستار2 تقييم 6/10 للألبوم.وأعطت مجلة ستريتس تايمز تقييم 2.5/5 للألبوم.

## أغاني الألبوم
| 1.            | "فلاي بالتعاون مع فابولوس"              | جيسيكا جونغ              | جيسيكا جونغ كريم مارك إريك فيرنانديز تاتيانا ماتثيوز فابولوس | 4:12  |       |       |       |       |       |       |       |
| 2.            | "عالم صغير كبير Big Mini World"         | كيم يون سو جاي كيم       | تي-سي كي ياسمين انديرسون بيغ-إف                              | 3:11  |       |       |       |       |       |       |       |
| 3.            | "أقع بالحب بجنون Falling Crazy In Love" | جيسيكا جونغ              | هينرك نوردينباك كرستينا فاست ليسا ديموند                     | 4:01  |       |       |       |       |       |       |       |
| 4.            | "أحبني بنفس الطريقة Love Me the Same"   | جيسيكا جونغ              | جيسيكا جونغ إيرك فيرنانديز كريم مارك جولين كروس              | 3:24  |       |       |       |       |       |       |       |
| 5.            | "السماء الذهبية Golden Sky"             | جيسيكا جونغ              | جيسيكا جونغ كريم مارك تاتيانا ماتثيوز ليانا بانكز            | 3:15  |       |       |       |       |       |       |       |
| 6.            | "يومياتي العزيزة Dear Diary"            | جاي كيم، دونغ جو، دي.إير | دي.إير                                                       | 3:19  |       |       |       |       |       |       |       |
| المدة الكلية: | المدة الكلية:                           | 21:22                    | 21:22                                                        | 21:22 | 21:22 | 21:22 | 21:22 | 21:22 | 21:22 | 21:22 | 21:22 |

ملاحظة: النسخة الإنجليزية من الألبوم لا تحتوي على أغنية «يومياتي العزيزة» بل تحتوي على خمسة اغاني فقط.

## المخططات
| مخططات (2016)                              | المركز |
| ------------------------------------------ | ------ |
| مخطط أوريكون الياباني للالبومات            | 34     |
| مخطط غاون للموسيقى                         | 1      |
| مخطط بيلبورد لأحدث الألبومات               | 16     |
| مخطط بليبورد الأمريكي للالبومات حول العالم | 4      |

### المخططات الشهرية
| مخططات (2016)      | المركز |
| ------------------ | ------ |
| مخطط غاون للموسيقى | 3      |

### مخططات نهاية العام
| مخططات (2016)      | المركز |
| ------------------ | ------ |
| مخطط غاون للموسيقى | 33     |

## تاريخ الإصدار
| الدولة         | التاريخ      | النسخة           | الشكل            | الوكالة           |
| -------------- | ------------ | ---------------- | ---------------- | ----------------- |
| كوريا الجنوبية | 17 مايو 2016 | اللغة الكورية    | سي دي تحميل رقمي | كوراديل إنترتيمنت |
| حول العالم     | 17 مايو 2016 | اللغة الكورية    | تحميل رقمي       | كوراديل إنترتيمنت |
| حول العالم     | 27 مايو 2016 | اللغة الانجليزية | تحميل رقمي       | كوراديل إنترتيمنت |